# Deska (tenis stołowy)

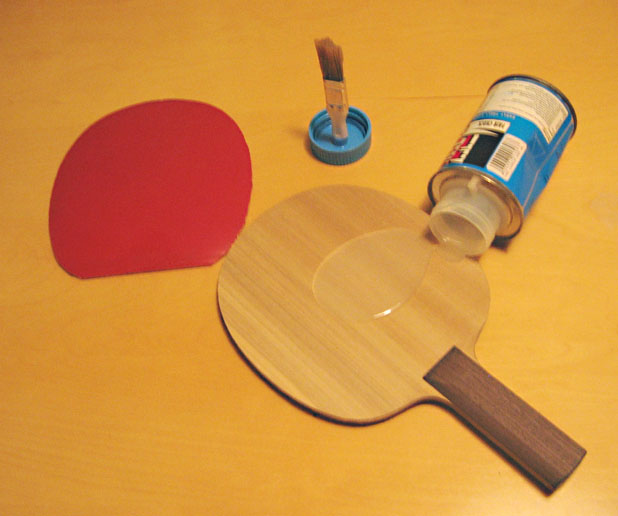
Deska rakietki do tenisa stołowego

Deska (tenis stołowy) – podstawowy element rakietki w tenisie stołowym. 
Musi być wykonana w co najmniej 85% z drewna. Pozostałą część producenci często wypełniają różnymi sztucznymi materiałami, mającymi poprawić właściwości deski, np. kevlarem, włóknem szklanym czy karbonem.
Deski są opisywane szeregiem parametrów, świadczących o ich jakości i przeznaczeniu, jak np. liczba sklejek (z reguły deski z większą liczbą sklejek (od pięciu wzwyż) są przeznaczone dla graczy ofensywnych). Istnieje kilka rodzajów uchwytów desek. Najważniejsze to: ST (ang. straight) – prosty, FL (ang. flared) – wklęsły (tzw. konkav), AN (ang. anatomic) – anatomiczny. Deski są bardzo lekkie (zwykle poniżej 100 gramów). Ciężar deski również determinuje jej przeznaczenie, z reguły im cięższa deska tym szybsza. Każda deska jest również przeznaczona do innego stylu gry, np. OFF – do gry ofensywnej, DEF – obronnej, ALL- wszechstronnej. Deskę pokrywa okładzina.